# Wesermarsch
Als Wesermarsch oder auch Wesermarschen im geografischen Sinne wird das Marschland zu beiden Seiten der Weser bezeichnet. Die Fläche der Landschaft Wesermarsch deckt sich linksseitig der Weser weitgehend mit der des gleichnamigen Landkreises. Der rechtsseitige Teil der Landschaft gehört zu den Landkreisen Osterholz und Cuxhaven.

## Naturräumliche Zuordnung
Naturräumlich gehört die Wesermarsch in der Haupteinheitengruppe Ems- und Wesermarschen (Nr. 61) zum Naturraum Watten im Elbe-Weser-Dreieck Jadebusen. Auf oberer Ebene gehört es als Teil des Marschlands zur Großregion Norddeutsches Tiefland.
Sie besteht aus der Osterstade, östlich der Unterweser und dem Land Wursten, östlich der Außenweser im Landkreis Cuxhaven, sowie Stedingen, Stadland und Butjadingen, westlich der Weser im Landkreis Wesermarsch.
Im Westen grenzt die Wesermarsch an die Oldenburger Geest und den Jadebusen, im Norden an die offene Nordsee mit den Wattflächen Hoher Weg und Langlütjen, östlich an die Wurster Heide und an die Osterholzer Geest und im Süden an die Wildeshauser Geest.

## Geschichte
Geschichtlich gehörten Stadland, Butjadingen, das Land Wursten und als Teilgebiet der Osterstade das Landwürden zum friesischen Siedlungsgebiet, das übrige Osterstade und Stedingen zum sächsischen Siedlungsgebiet. Für Stedingen wird auch eine Zuwanderung vom Niederrhein während des Hochmittelalters vermutet.

### Kulturlandschaftsraum
Der Kulturlandschaftsraum Wesermarschen umfasst ein 1330 km² großes Gebiet. Diese Zuordnung zu den Kulturlandschaften in Niedersachsen hat der Niedersächsische Landesbetrieb für Wasserwirtschaft, Küsten- und Naturschutz (NLWKN) 2018 getroffen. Ein besonderer, rechtlich verbindlicher Schutzstatus ist mit der Klassifizierung nicht verbunden.